# Ovari
Per a les plantes vegeu: Ovari (botànica)
L'ovari és una part interna dels organismes sexuals femenins tant en animals com en els vegetals. Els ovaris són part de l'aparell reproductor femení. Habitualment una femella disposa de dos ovaris.
Les seves funcions són produir oòcits i secretar hormones femenines que, entre altres coses, controlen el cicle menstrual o uterí.

## L'ovari en els mamífers

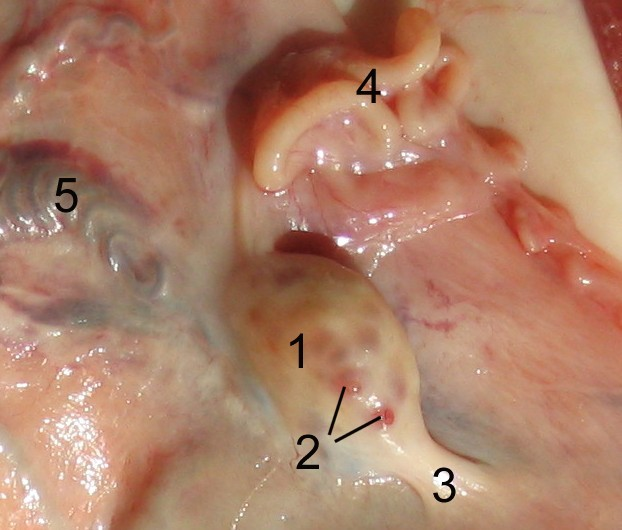
1- Ovari.
2- Fol·licles en fase de creixement.
3- Lligament ovàric.
4- Trompa de Fal·lopi.
5- Artèria i vena en el mesovari.

Cada ovari desenvolupa altres conjunts de cèl·lules anomenades fol·licles, que quan maduren esdevenen fol·licles preovulatoris. Aquests deixen anar els òvuls, ja prou madurs, per la trompa de Fal·lopi i es transformen en cos luti en el procés anomenat d'ovulació. Si un òvul aconsegueix captar un espermatozoide de l'esperma d'un mascle pot ocórrer la fertilització, en la qual l'òvul esdevé zigot i posteriorment embrió. En cas contrari l'òvul i altres teixits són expulsats per la vagina a la menstruació i l'ovari comença a desenvolupar nous fol·licles per a obtenir un nou òvul.
Si l'òvul no pot ser alliberat de l'ovari es pot produir un quist d'ovari els quals si són petits són comuns però si són grans poden ser malaltissos.
Els ovaris també produeixen hormones esteroides i peptídiques, com per exemple estrògens i progesterona, que contribueixen a mantenir el cicle menstrual.

### L'ovari en els humans
En els humans, l'òvul que surt de l'ovari ha de travessar un estret espai abans d'entrar a les trompes de Fal·lopi i moure's gradualment cap a l'úter.

## Cicle ovàric

Esquema del cicle ovàric: En (1) hi ha la menstruació. (2) correspon a la maduració del fol·licle ovàric, que a (3) ja és madur. A (4) expulsa l'òvul mentre que el que queda del fol·licle, a (5), forma el cos luti, que es va deteriorant a (6) i és expulsat a la menstruació (1).

El cicle sexual femení són un conjunt de canvis cíclics d'unes quatre setmanes de període que es produeixen a l'organisme de les dones i que depenen de dos cicles que es troben interrelacionats entre ells: el cicle ovàric i el cicle uterí. El cicle uterí també és conegut com a cicle menstrual, i està controlat pel cicle ovàric a través de les hormones ovàriques (estrògens i progesterona).
Es considera que el cicle ovàric comença amb el primer dia de la menstruació. És llavors quan alguns fol·licles primordials comencen a créixer per influència de l'hormona fol·liculoestimulant o FSH, que és secretada per la glàndula hipòfisi. Només un d'ells aconseguirà desenvolupar-se completament, esdevenint un fol·licle ovàric madur. Aquest secretarà l'oòcit secundari o òvul, provocant l'ovulació, i es transformarà en cos groc o cos luti, que va degenerant fins a la seva expulsió. Aquest cicle es considera que té tres fases: fol·licular, d'ovulació i lutial, que estan regulades per hormones.
- Fase fol·licular: des del primer dia de la menstruació i durant dues setmanes (dies 1 a 14). El fol·licle immadur madura i esdevé fol·licle de Graaf, a mesura que va sintetitzant i secretant 17-beta estradiol, l'estrogen que fa que, al cicle menstrual o uterí, la capa interna de l'úter (l'endometri) es vagi fent més gruixuda. Els primers quatre a sis dies d'aquesta fase corresponen, al cicle menstrual, amb la menstruació, i la resta amb la fase proliferativa de l'úter.[3]
- Fase d'ovulació: Dura unes hores, el temps que el fol·licle madur deixa anar l'òvul per la trompa de Fal·lopi, per on és transportat fins a l'úter (dies 14-16). Cap al dia 14 l'adenohipòfisi secreta en poc temps una gran quantitat de l'hormona luteoestimulant (LH), produint el que es coneix com a pic plasmàtic de LH (una concentració extraordinàriament elevada de l'hormona LH, durant poc temps, al plasma sanguini de la dona), que fa que, unes nou hores després del pic, el fol·licle es trenqui i alliberi l'òvul i el líquid fol·licular, que és el que s'anomena ovulació. El fol·licle es transforma en cos luti i secreta progesterona, cosa que produeix, entre altres coses, que la temperatura corporal de la dona augmenti de mig a un grau centrígrad des d'aquest moment i durant tota la fase lutial.[3]
- Fase lutial: Dura unes dues setmanes a partir de l'ovulació (dies 15 a 28 del cicle). Després de l'ovulació, per acció de l'hormona LH, les cèl·lules restants del fol·licle ovàric madur formen una estructura que s'anomena cos luti o cos groc, que és el que actua durant aquesta fase. El cos luti sintetitza i segrega hormones femenines: el 17-beta estradiol (un estrogen) i la progesterona. Aquest estrogen és qui provoca que al cicle uterí comenci la fase secretora, que prepara l'endometri per a la implantació de l'òvul fecundat. Si no hi ha fecundació, el cos luti comença a atrofiar-se i deixa de produir hormones, cosa que provoca que les capes més superficials de l'endometri de l'úter es desprenguin. La menstruació no és més que l'expulsió d'aquestes capes a través de la vagina. Aquesta fase coincideix amb la fase secretora al cicle uterí o menstrual.[3]

## Quiescència ovàrica
En experiments de laboratori s'ha vist que les ratolines produeixen nous òvuls al llarg de tota la seva vida.
En canvi, en el cas de les dones, l'ovogènesi comença i acaba abans del naixement de la dona. L'ovari d'un fetus femení conté moltes cèl·lules germinals que es van dividint i convertint en un altre tipus de cèl·lules anomenades oogònies, que es divideixen i transformen per donar lloc als oòcits primordials. La divisió de les oogònies acaba abans del naixement i no es tornen a produir en cap altre moment de la vida de la dona. Així, al seu naixement, l'úter té uns dos milions de fol·licles preovulatorisi a la pubertat en té entre 400.000 i 500.000. A partir de la primera menstruació, mensualment, l'ovari comença a desenvolupar de 8 a 20 dels seus fol·licles, dels quals habitualment només un esdevé fol·licle madur per l'acció de l'hormona folitropina i la resta deixen de créixer per acció de la proteïna inhibina.